# أوجي
أوجي (باليابانية: 王寺町) هي بلدية في اليابان، وبلدة في اليابان، تقع في نارا، وشيكي كيتاكاتسوراغي، بلغ عدد سكانها 23,382 نسمة وذلك حسب إحصائيات سنة 2017، تبلغ مساحتها 7.01 كيلومتر مربع.

## الموقع
تشترك في الحدود مع:
- كاشيبا، نارا
- سانغو  [لغات أخرى]‏
- إيكاروجا  [لغات أخرى]‏
- كانماكي  [لغات أخرى]‏
- كاواي  [لغات أخرى]‏
- كاشيوارا، أوساكا.